# 프랑스의 국장

프랑스의 외교 휘장

프랑스의 국장은 현재 현행 법상 법적으로 공식적인 국장을 명시하지 않았다. 공식적인 지위도 없으며 1953년 이후 부터 프랑스 외교부와 여권 표지에서는 1912년 당시 외교 사절과 영사로 파견되었던 프랑스의 외교관인 쥘클레망 샤플렌이 디자인했던 비공식 문장을 국장으로 사용하고 있었지만 프랑스 제3공화국에서 쓰였던 파란색 원형에 속간이 있는 국장을 외교 및 영사관 목적으로 사용하고 있기도 하고 국가의 상징으로도 쓰여진다.

## 외교 휘장

프랑스의 외교 휘장

릭토르의 속간 휘장은 1913년에 프랑스 외무부에 의해 프랑스 외교 및 영사관이 사용하기 위한 상징으로 채택되었다. 작가 쥘 클레망 채플린의 디자인이며 이 휘장은 프랑스 여권 표지에도 나타난다.
가운데에는 사자의 머리와 독수리의 머리가 장식된 방패가 그려져 있으며 방패 가운데에는 프랑스의 공식 명칭인 "프랑스 공화국(République Française)"의 프랑스어 약칭인 "RF"가 새겨져 있다. 방패 뒤쪽에는 속간이 그려져 있으며 방패 양쪽에는 올리브 가지와 참나무 가지가 장식되어 있다. 속간은 정의를, 올리브 가지는 평화를, 참나무 가지는 역량을 의미한다.
마리안 로고는 1999년 9월 프랑스 정부에 의해 제정되었는데 이는 프랑스의 국기를 구성하는 색인 파란색, 하얀색, 빨간색과 프랑스를 의인화한 여성인 마리안, 프랑스의 나라 표어인 "자유, 평등, 우애"("Liberté, égalité, fraternité")라는 문구로 구성된 형태의 디자인이다.

## 국장

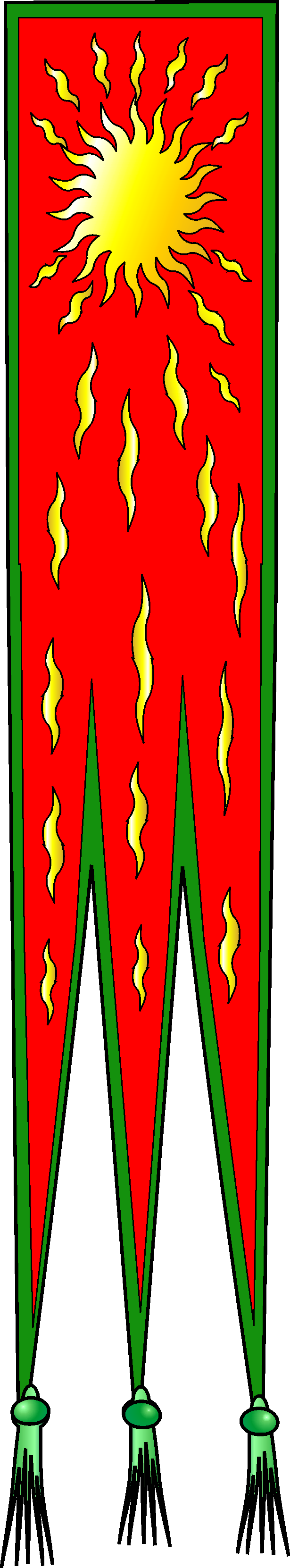
카롤링거 제국의 문장
–1305년 중세 프랑스의 왕실 문장
1305년–1328년 나바라 왕국과의 통합 이후에 사용된 프랑스의 문장
1328년–1376년 발루아 왕조에 사용된 프랑스의 문장
1376년–1469년 근세 프랑스의 문장
1469년–1515년
1515년-1578년
1578년-1589년
1589년–1792년 프랑스 혁명 이전의 프랑스 왕국의 국장 (나바라 왕국의 국왕이었던 앙리 4세가 프랑스 왕국의 왕에 즉위한 이후의 문장)
1804년-1814년 나폴레옹 1세 시대의 프랑스 제1제국의 국장
1814년-1830년 부르봉 왕정복고 이후의 국장
1830년-1848년 7월 왕정 이후의 국장 (루이 필리프의 문장)
1848년-1852년 프랑스 제2공화국의 국장
1852년-1870년 나폴레옹 3세 시대의 프랑스 제2제국의 국장
1940년-1944년 비시 프랑스의 국장
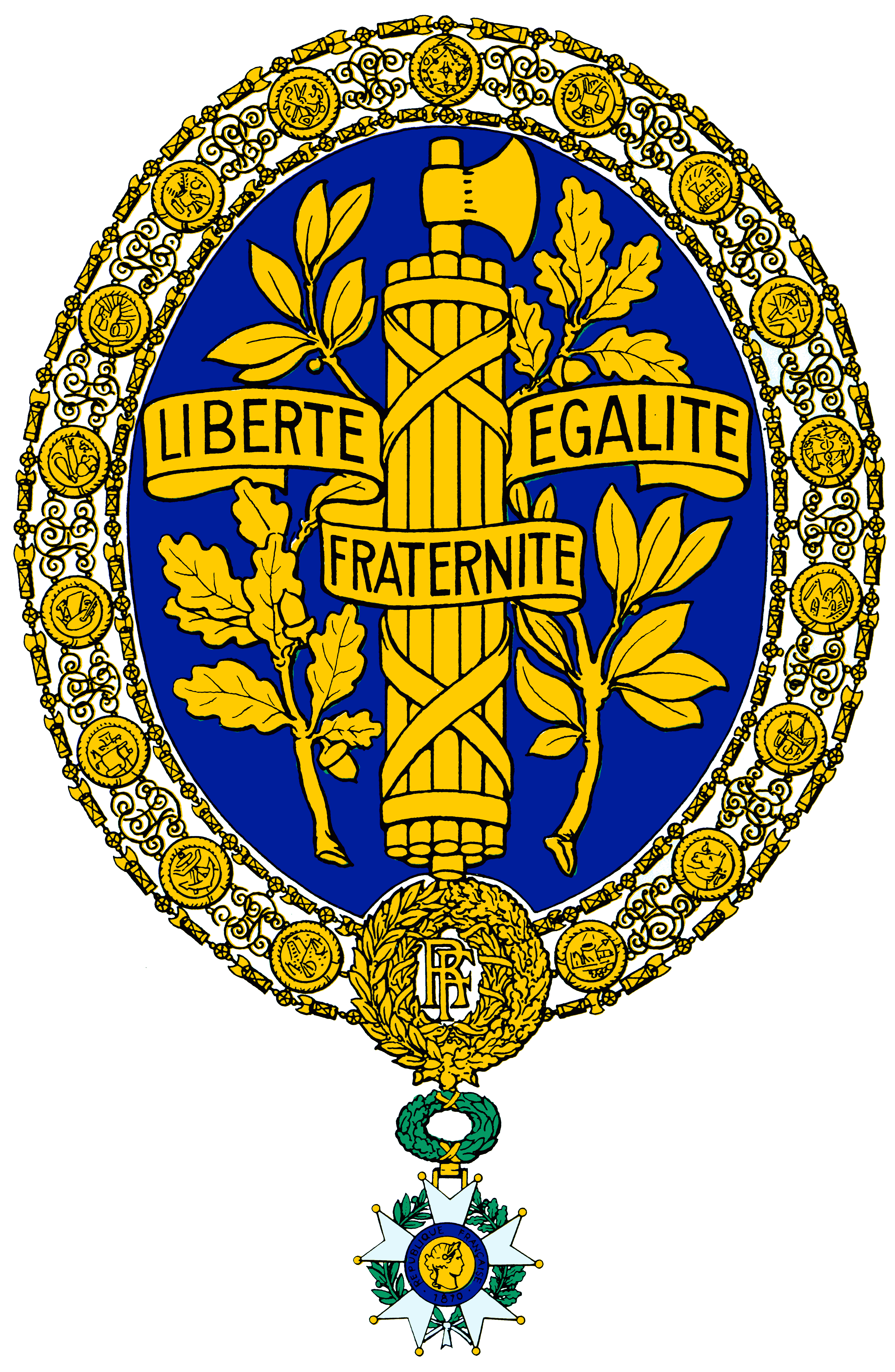
1946년-1958년 프랑스 제4공화국의 국장

## 코케이드
프랑스의 코케이드는 파란색, 흰색, 빨간색 리본을 원형으로 주름지게 하여 얻은 프랑스의 국가 장식품이다. 중앙에 파란색, 바로 바깥쪽에 흰색, 가장자리에 빨간색이 있는 프랑스 국기의 세 가지 색상으로 구성되어 있다.

## 기타 RF 및 삼색기 기반 상징

상원 입구의 방패
때때로 비공식적으로 사용되지만 프랑스 공화국의 상장으로서 공식적인 지위는 없다.